# 27. SS-Freiwilligen-Grenadier-Division "Langemarck"
La 27. SS-Freiwilligen-Grenadier-Division "Langemarck" (flämische Nr. 1) fu una delle 38 divisioni ufficiali create dalle Waffen-SS durante la Seconda guerra mondiale.

## Composizione

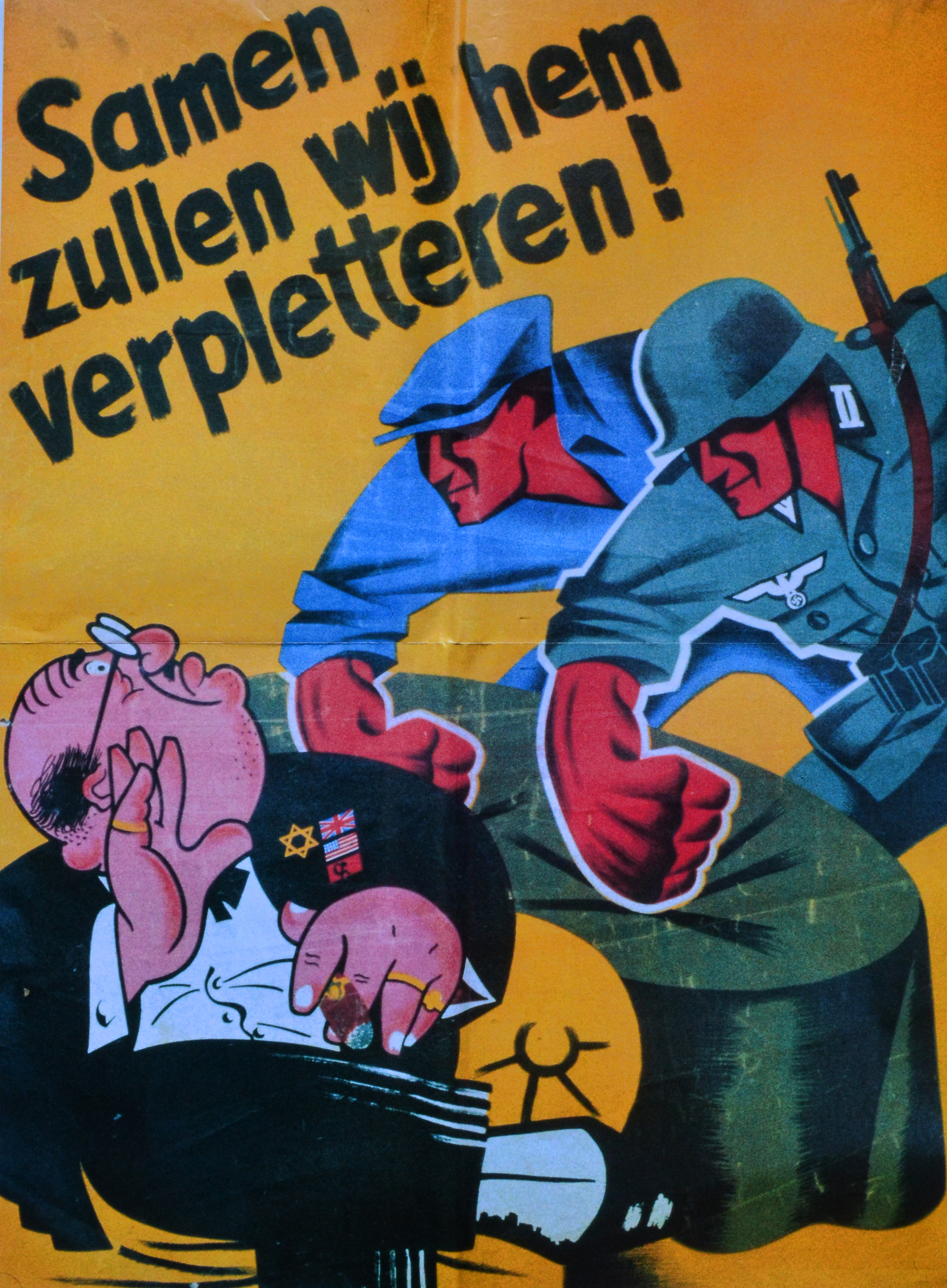
Poster di reclutamento della brigata

La 6. SS-Freiwilligen Sturmbrigade Langemarck fu una brigata delle Waffen-SS composta da volontari fiamminghi. Combatté a più riprese sul fronte orientale durante la seconda guerra mondiale
Nel settembre 1944, la Sturmbrigade diventava una divisione.

## Origine
- SS-Freiwilligen Standarte Nordwest
- SS-Freiwilligen Verband Flandern (Landesverband Flandern)
- SS-Bataillon Flandern
- SS-Freiwilligen Legion Flandern
- SS-Freiwilligen Sturmbrigade Langemarck
- 6.SS-Freiwilligen-Sturmbrigade Langemarck
- 27.SS-Freiwilligen-Grenadier-Division Langemarck

## Comandanti
- SS-Sturmbannführer Michael Lippert (24/9/1941 - 2/4/1942)
- SS-Obersturmbannführer Hans-Albert von Lettow-Vorbeck (2/4/1942 - ?/6/1942)
- SS-Hauptsturmführer Hallmann (?/6/1942 - 20/6/1942)
- SS-Obersturmbannführer Josef Fitzthum (20/6/1942 - 11/7/1942)
- SS-Sturmbannführer Conrad Schellong (11/7/1942 - ?/10/1944)
- SS-Oberführer Thomas Muller (?/10/1944 - 2/5/1945)

## Ordine di Battaglia

### 6.SS-Freiwilligen SturmbrigadeLangemarck(Juillet 1943)
- Brigade Stab
- I.Bataillon
  - 1.Kompanie
  - 2.Kompanie
  - 3.Kompanie
  - 4.(MG)Kompanie
- II.Bataillon
  - 5.(Infanteriegeschütz)Kompanie
  - 6.(Panzerjäger)Kompanie
  - 7.(Sturmgeschütz)Kompanie
  - 8.(Flak)Kompanie
- 9. Flak Kompanie
- 10. Marsch-Kompanie
- I.Kolonne

### 27.SS-Freiwilligen-Grenadier-DivisionLangemarck
- SS-Panzergrenadier Regiment 66
- SS-Panzergrenadier Regiment 67
- SS-Panzergrenadier Regiment 68
- SS-Artillerie Regiment 27
- SS-Panzerjäger Abteilung 27
- SS-Nachrichten Abteilung 27
- SS-Pionier-Bataillon 27
- SS-Div.Versorgungs-Regiment 27
- SS-Feldersatz-Bataillon 27
- SS-Sanitäts-Abteilung 27
- Verwaltungs-Kompanie
- Propaganda-Kompanie
- Kampfgruppe Schellong